# 후나코시정 (아키타현)
후나코시정(船越町)은 아키타현 미나미아키타군에 설치되었던 정이다. 현재의 오가시에 해당한다.